# Danizy
Danizy település Franciaországban, Aisne megyében. Lakosainak száma 624 fő (2022. január 1.). Danizy Achery, Anguilcourt-le-Sart, Charmes, La Fère, Rogécourt és Versigny községekkel határos.

## Népesség
A település népességének változása:
| Lakosok száma | 492  | 619  | 560  | 554  | 591  | 609  | 650  | 650  | 654  | 624  |
|               | 1968 | 1982 | 1990 | 2006 | 2013 | 2015 | 2017 | 2019 | 2020 | 2022 |